# Abd al-Kadir
Abd al-Kadir, Abd El-Kader (ur. 6 września 1808, zm. 26 maja 1883) – arabski emir, algierski przywódca walk plemion Algierii z kolonizacją francuską.

## Życiorys
Był wodzem i organizatorem. Pochodził z rodu feudałów algierskich. W 1832 został obwołany przez plemiona zachodniej Algierii (prowincje Oran i Titteri) sułtanem, następnie przyjął tytuł emira. Od 1832 do 1847 był przywódcą walk niepodległościowych i prowadził dżihad przeciwko Francuzom, kolonizującym Algierię i Maroko (tzw. powstanie Abd al-Kadira).
W roku 1837 zawarł z Francuzami układ, na mocy którego pod jego władzę przeszły znaczne tereny Algierii. Tam usiłował stworzyć państwo algierskie. Po zerwaniu układu do którego doszło w roku 1839 francuskie wojska w okresie kilku lat zdobyły i odzyskały kontrolę nad większością obszarów. W roku 1843 został zdobyty obóz wędrowny Abd al-Kadira wraz z jego rodziną i skarbem państwowym. W roku 1844 odbyła się walka nad rzeką Isly, w której Abd al-Kadir poniósł klęskę. W roku 1847 został zmuszony do kapitulacji, a do 1853 był internowany we Francji w mieście Amboise nad Loarą. Po okresie internowania przebywał na emigracji w Turcji, później dotarł do Damaszku w Syrii, gdzie w 1860 wystąpił przeciwko pogromowi chrześcijan przez druzów, za co otrzymał od Francji Wielki Krzyż Legii Honorowej.
Miał talent oratorski, był miłośnikiem nauki, dbał o rozwój szkolnictwa, zebrał bogatą bibliotekę rzadkich druków i rękopisów. Pozostawił po sobie dzieło treści religijno-filozoficznej i pisma wojskowe. Został uznany za bohatera narodowego Algierii.